# 영흥군 (고려 왕족)
영흥군 왕환(永興君 王環, ? - ?)은 고려 후기의 왕족으로 본관은 개성(開城)이다. 공양왕의 당숙이었다. 무릉도에 유배되었다가 기억상실증에 걸려 헤맸으나 일본에서 발견, 종실들의 증언으로 다시 되찾게 되었다. 도은 이숭인과 인척관계였다.

## 생애
처남 신순(辛珣)이 신돈(辛旽)에게 붙어 주살되자, 그 일에 연좌되어 무릉도(武陵島)에 유배되었다. 그로부터 19년간이나 생사를 알지 못하다가 처 신씨(辛氏)가 왕환이 태풍으로 일본국에 표착했다는 소문을 들었다. 도당(都堂)에 요청하여 사적으로 금·은을 준비한 후 가노(家奴)를 시켜 회례사(回禮使)를 따라가 남편을 찾게 한 것이 모두 네 차례나 되었다. 1389년(창왕 원년), 그 노비가 왕환이라 일컫는 사람을 데리고 왔는데 사람됨과 용모가 다른데다가 매우 어리석어 조부의 이름과 살고 있던 고을도 알지 못하였다. 신씨의 종제인 전 판사(判事) 신극공(辛克恭) 및 그 인척인 전 판개성부사(判開城府事) 박천상(朴天祥)과 전 밀직부사(密直副使) 박가흥(朴可興) 및 지밀직사(知密直事) 이숭인(李崇仁)·하륜(河崙) 등이, “우리들은 왕환을 익히 아는데 이 사람은 결코 왕환이 아니다.”고 했다. 그러나 신씨가 경산부(京山府)로부터 와서 보고는 처가 남편을 가장 잘 안다면서 크게 기뻐했다.
결국 헌부(憲府)에서 소송을 걸자, 헌부에서는 문하부낭사(門下府郞舍)·전법사(典法司)·순군(巡軍)과 함께 여러모로 헤아려 보고, 종실과 박천상 등을 불러다 대질하니 왕환의 두 아들 및 그의 형인 승려 참수(旵髓)와 종실의 여러 군들이 입을 모아 영흥군이 맞다고 진술했다. 왕환의 사위인 전 판서(判書) 이숭문(李崇文)은 이숭인의 아우인데, 처음에는 진위를 알지 못한다고 하다가 막상 국문하자 정말 장인이 맞다고 실토했다. 이에 박천상·신극공·박가흥·하륜 등이 무고죄로 변방에 유배되었다.

## 가계
- 조부 : 익양후 왕분(益陽侯 王玢)
- 조모 : ?
- 숙부 : 순화후 왕유(淳化侯 王瑈), 공양왕의 조부
- 아버지 : 보성군 왕희(寶城君 王熙)
- 어머니 : ?
  - 부인 : 신씨(申氏)
    - 아들 : 순평군(順平君) 왕산(王珊)
    - 아들 : 원윤(元尹) 왕형(王珩)
    - 아들 : 정윤(正尹) 왕근(王瑾)
    - 딸 : 왕씨(王氏)
    - 사위 : 이숭문(李崇文, 도은 이숭인(李崇仁)의 동생)

  - 처남 : 신순(申順)

## 같이 보기
| - 신종 - 최운해 - 최윤덕 - 공양왕 - 이성계 - 이숭인 - 왕균 | - 단양대군 - 최영 |